# An naer o nijal
Albums de Wig A Wag
Sarah ha safar
(2001)
An naer o nijal (« le serpent volant » en breton) est un album du groupe Wig A Wag, sorti en 1999 et distribué par Patch B/Sony.

## Liste des morceaux
| 1.    | Son Soazig (La chanson de Soazig/Françoise) | gavotte               | 3:03 |
| 2.    | An hent glas                                | scottish              | 4:02 |
| 3.    | Avel Conlie (Vent de Conlie)                | gavotte               | 3:39 |
| 4.    | An naer o nijal (Le serpent volant)         | cercle circassien     | 4:40 |
| 5.    | A Saint Martin des Prés                     | rond de Loudéac       | 4:37 |
| 6.    | Son ar sklav (La chanson de l'esclave)      | kas a-barh            | 5:41 |
| 7.    | Nozvezh kentan ma eured                     | gavotte               | 4:04 |
| 8.    | Silvestrig ar moal                          | plinn                 | 4:26 |
| 9.    | E Lanveog (A Lanvéoc)                       | an dro                | 4:57 |
| 10.   | Le phare                                    | rond de Saint-Vincent | 6:01 |
| 45:00 |                                             |                       |      |

Les paroles du morceau Le phare sont extraites d'un poème de Tristan Corbière[réf. nécessaire].

## Musiciens
- Loïc Chavigny : chant
- Cyrille Bonneau : bombardes, saxophone, flûte
- Olivier Dams (Smad) : violon, alto
- Thierry Vosgiens : accordéon chromatique
- Emmanuel Plat : basse
- Laurent Jolly : percussions (davul, derbouka, bendir, cajon, udu, triangle, zils), chalumeau